# Léo Joannon
Léo Joannon (Aix-en-Provence, 21 agosto 1904 – Neuilly-sur-Seine, 28 marzo 1969) è stato un regista, sceneggiatore e produttore cinematografico francese.

## Biografia

### Gli inizi
Léo Joannon entrò nel mondo del cinema negli anni venti, come cameraman, ma già prima - quando era studente in legge - si era occupato di cinema nella sua attività di scrittore di racconti e giornalista. 
Aiuto regista con Georg Wilhelm Pabst, poi con Augusto Genina e Carmine Gallone, la sua prima regia è del 1930.
Joannon avvia così una produzione commerciale, leggera o sentimentale. Il suo primo film impegnativo fu Alerte en Méditerranée, uscito nel (1938), venti giorni prima della conferenza di Monaco, che glorificava il senso dell'onore della marina tedesca e la collaborazione tra militari di campi opposti di fronte a oscuri malfattori senza morale: il film vinse il Grand prix du cinéma français di quell'anno. 

### Il collaborazionista
Nel 1941, diversi mesi dopo l'inizio dell'occupazione tedesca, Joannon si avvicinò alla Continental Films, società di produzione cinematografica creata l'anno prima su iniziativa di Joseph Goebbels con capitali tedeschi, che dominava ormai l'industria cinematografica francese. Insieme all'attore Jean Brochard e al fratello di lui, industriale di Nantes, recuperò per conto di questa società gli studi cinematografici di Boulogne appena realizzati.
Il direttore della Continental, Alfred Greven, lo fece nominare amministratore delegato della Maîtrise artisanale de l'industrie cinématographique (MAIC, casa di produzione al servizio della propaganda del Governo di Vichy), che produrrà due dei suoi tre film successivi.
Nel 1942 Joannon presentò al Segretariato generale alla Gioventù, presieduto da Henri Caillemer
, 
e alla Direzione generale del cinema un progetto di propaganda cinematografica sul risanamento morale promosso dalla Révolution nationale nei confronti della gioventù «traviata». A fronte del progetto ottenne consistenti finanziamenti, prestiti, anticipi. In cambio il regista si impegnava a lasciare al sig. Schiltz, capo-aggiunto della propaganda alla Segreteria generale alla Gioventù, «un diritto assoluto di controllo sul piano morale e nazionale».
Nel 1943, sei mesi dopo l'occupazione della ex "Zona Libera" da parte della Wehrmacht, Léo Joannon fu nominato dal ministro del lavoro Hubert Lagardelle presidente di una commissione di professionisti dello spettacolo incaricata di organizzare la "Famiglia Professionale degli Spettacoli" (FPS).
Alla fine del 1943 Joannon iniziò le riprese di Le Carrefour des enfants perdus, che uscirà nell'aprile 1944, dando in questa occasione il suo quinto ruolo a Serge Reggiani. L'istruzione e la cultura sono accuratamente evitati in questa storia di riabilitazione, che si basa solo sull'idea del potere rieducativo del lavoro manuale e sull'apologia della figura del capo, nel momento stesso in cui Darnand reclutava la sua Milice française: il recupero dei cattivi ragazzi al servizio del regime e anche del nazismo. La natura puramente propagandistica del film fu immediatamente evidente alla critica, sia quella favorevole che quella contraria al regime.
Con Mermoz di Louis Cuny e Coup de tête di René Le Hénaff, Carrefour des enfants perdus è uno dei pochi film di propaganda fascista prodotti dal cinema francese durante l'occupazione tedesca.

### Il cinema cattolico e coloniale del dopoguerra
Alla Liberazione, Joannon riuscì a fare un film con Jean Brochard, ma la sua collaborazione con  il regime di Vichy lo mise al bando dalla professione per cinque anni.
Nel 1951 ebbe l'opportunità di riunire per l'ultima volta Stanlio e Ollio nella coproduzione franco-italiana Atollo K, ma l'operazione subì numerosi intoppi ed ebbe un esito infelice. 
Joannon investì allora la sua creatività cinematografica nella realizzazione, tra il 1954 e il 1958, di quattro film edificanti - sul prete che affronta il male, la redenzione per fede o la salvezza attraverso il perdono. Si tratta di Lo spretato (premiato con l'Orso di bronzo al Festival di Berlino 1954), ancora con Pierre Fresnay, Le Secret de sœur Angèle, L'Homme aux clés d'or, sempre con Pierre Fresnay e Le Désert de Pigalle.
Nel 1963 realizza un melodramma franco-italiano dedicato alla guerra d'Indocina, Fort du fou che racconta, non senza nostalgia per l'epoca coloniale, l'abbandono dei tonkinesi cattolici da parte di un esercito francese ormai impotente.

## Filmografia parziale

### Regista
- Alerte en Méditerranée (1938)
- Atollo K (Atoll K) (1951)
- Lo spretato (Le Defroqué) (1954)

### Sceneggiatore
- La fortezza di Ivangorod (Fünf bange Tage), regia di Gennaro Righelli (1928)
- Casta Diva, regia di Carmine Gallone (1954)
- Le vergini di Roma, regia di Carlo Ludovico Bragaglia e Vittorio Cottafavi (1961)